# Karla Kienzl
Karla Kienzl (ur. 21 października 1922, zm. 2 września 2018) – austriacka saneczkarka, mistrzyni świata i Europy.
Na mistrzostwach świata wywalczyła jeden medal. W 1955 odniosła największy sukces w karierze zostając pierwszą mistrzynią świata w jedynkach. Na mistrzostwach Europy wywalczyła trzy medale. W 1951 zdobyła złoto. W latach 1954-1955 zostawała wicemistrzynią Europy.
Jej brat, Fritz, również był saneczkarzem.